# Brachysiraceae
Famille
Les Brachysiraceae sont une famille d'algues de l'embranchement des Bacillariophyta (Diatomées), de la classe des Bacillariophyceae et de l’ordre des Naviculales.

## Étymologie
Le nom de la famille vient du genre type Brachysira, formé du préfixe brachi- (du grec βραχύς / brachýs, court), et du suffixe -sir (du grec σειρα / seira,  « corde ; chaine »), littéralement « courtes chaines », en références à la structure des colonies de cette diatomée dont « la fronde, très petite, (est) formée de frustules soudés parallèlement et irrégulièrement ».  

## Description
Selon Kützing qui a créé le genre, la fronde de cette diatomée est très petite, et formée de frustules soudés parallèlement et irrégulièrement. Pour d'Orbigny, les frondes ne sont pas soudées mais simplement rapprochées en séries plus ou moins longues, lorsqu'ils s'élèvent à la surface de l'eau.

## Liste des genres
Selon AlgaeBase (13 mai 2022) :
- Brachysira Kützing, 1836
- Nupela Vyverman & Compère, 1991

## Systématique
Le nom correct complet (avec auteur) de ce taxon est Brachysiraceae D.G.Mann.